# 嘎玛泽登
嘎玛泽登（藏語：སྐར་མ་ཚེ་བརྟན།，威利转写：skar ma tshe brtan，1967年12月—），男，藏族，西藏江达人，大学学历，公共管理硕士，中国共产党党员，現任中共西藏自治區黨委副书记、西藏自治区人民政府主席 、党组书记。中共第二十届中央候补委员。

## 簡歷
1990年毕业于中央民族学院民族学系民族理论专业本科。曾任尼玛县委副书记、县长，那曲县委副书记、县长，那曲地区行署秘书长、副专员，那曲地委委员、行署常务副专员，那曲地委常务副书记、政法委书记（正地级），自治区政府副秘书长（正厅级），自治区旅游发展委员会党组副书记、常务副主任（正厅级），自治区民政厅党组副书记、厅长、党组书记，文化和旅游部科技教育司司长等职。
2021年10月，任中共西藏自治区党委常委。同年12月，任中共西藏自治区党委统战部部长。2022年1月当选为自治区政协副主席、党组副书记。2024年5月，不再担任西藏自治区政协副主席，并在同月随后担任西藏自治区人民政府常务副主席。
工作期间曾在西藏自治区党委党校县处级干部进修班和中共中央党校培训部西藏班学习，2008年毕业于四川大学公共管理学院公共管理专业。
2024年10月28日，升任西藏自治区党委副书记、自治区政府党组书记，晋升正部级。11月28日，就任自治区政府代理主席。
2025年1月22日，正式当选西藏自治区人民政府主席。